# Pedro Álvares Cabral
Pedro Álvares Cabral (Belmonte, oko 1467. – Santarem, oko 1520.), portugalski pomorac i istraživač, prvi Europljanin koji je otkrio Brazil 1500. godine.

## Životopis
Cabralovi roditelji su bili plemići Fernao Cabral i Isabela de Gouveia. Cabralova porodica je dugi niz generacija služila portugalskim kraljevima. Godine 1500. portugalski kralj Manuel I. Veliki povjerio je Cabralu drugu, nakon puta Vasca da Game, veliku pomorsku ekspediciju u Indiju. Cabral je imenovan admiralom i glavnim zapovjednikom ekspedicije.
9. ožujka 1500. godine Cabral je krenuo iz Lisabona s 13 brodova i 1,500 ljudi. Jednim od brodova je zapovijedao Bartolomeu Dias, koji je 1488. prvi dospio do Rta dobre nade. Cabral je isprva slijedio put Vasca da Game i plovio uz obalu Afrike. Da bi izbjegao nevrijeme u Gvinejskom zaljevu, Cabral se odmaknuo od afričke obale i krenuo prema zapadu. 22. travnja 1500. dospio je do obale današnjeg Brazila. Mislio je da je otkrio novi otok pa mu je dao ime Otok Pravog Križa i proglasio ga vlasništvom Portugala. U Brazilu Cabral se zadržao samo 10 dana, a zatim je krenuo prema Indiji. 29. svibnja 1500. u velikom nevremenu kod Rta dobre nade Cabral je izgubio 4 od 13 brodova s cjelokupnim posadama. U nevremenu je poginuo i Bartolomeu Dias. 10. kolovoza 1500. zbog nevremena se odvojio brod kojim je zapovjedao Diego Dias. Diego Dias je zatim otkrio otok Madagaskar.
Cabral je s ostalim brodovima nastavio put u Indiju gdje je stigao 13. rujna 1500. u Calcuttu (Kozhikode). Tu je Cabral, nakon sporazuma s muslimanskim vladarom, osnovao trgovačku postaju. Uskoro je izbio sukob s muslimanima, koji su upali u trgovačku postaju i ubili većinu portugalaca koji su bili tamo. Cabral je s brodovima, kao znak odmazde, bombardirao grad dva dana, zarobio 10 malih muslimanskih brodića i pogubio njihove posade. Zatim je s preostalih 6 brodova krenuo južnije i stigao u Cochin. Tu je dobro primljen i izvršio trgovinu s paprom i ostalim začinima. Posjetivši još neke luke, Cabral se uputio nazad u Portugal, gdje se vratio s 4 od 13 brodova 13. lipnja 1501. godine. Kralj Manuel I. je bio zadovoljan s Cabralovim postignućima, usprkos velikim nevoljama. Ipak, više nikada nije dobio zapovjedništvo u nekoj pomorskoj ekspediciji. O posljednjim godinama njegova života se zna jako malo. Posljednje godine života je proveo na svom imanju u Portugalu.